# Typhlodromus griekwensis
Typhlodromus griekwensis är en spindeldjursart som beskrevs av Schultz 1973. Typhlodromus griekwensis ingår i släktet Typhlodromus och familjen Phytoseiidae. Inga underarter finns listade i Catalogue of Life.